# Omul din Castelul Înalt (serial)
The Man in the High Castle (Omul din Castelul Înalt) este un serial de televiziune american de istorie alternativă distopică creat pentru serviciul de streaming Amazon Prime Video, înfățișând un univers paralel în care puterile Axei Germaniei naziste și Imperiul Japoniei conduc lumea după victoria lor în al Doilea Război Mondial. A fost creat de Frank Spotnitz și este produs de Amazon Studios, Scott Free Productions de la Ridley Scott (cu Scott fiind producător executiv), Headline Pictures, Electric Shepherd Productions și Big Light Productions. Seria se bazează pe romanul cu același nume al lui Philip K. Dick din 1962.
Într-un univers paralel, Germania și Japonia au împărțit Statele Unite în Marele Reich Nazist în est, cu New York City ca capitală regională, și Statele japoneze din Pacific la vest, cu San Francisco ca capitală. Aceste teritorii sunt separate de o zonă neutră care cuprinde Munții Stâncoși. Serialul începe în 1962 și urmărește personaje ale căror destine se întrepătrund atunci când intră în contact cu știri și filme care arată că Germania și Japonia pierd războiul. Titlul seriei se referă la figura misterioasă despre care se crede că a creat materialul.
Pilotul a avut premiera în ianuarie 2015, iar Amazon a comandat un sezon cu zece episoade luna următoare, care a fost lansat în noiembrie. Un al doilea sezon din zece episoade a avut premiera în decembrie 2016, iar un al treilea sezon a fost lansat pe 5 octombrie 2018. Al patrulea și ultimul sezon a avut premiera pe 15 noiembrie 2019.

## Setare
Amplasat în 1962, decorul principal al seriei este un univers paralel în care puterile Axei au câștigat al Doilea Război Mondial în 1946, după ce Giuseppe Zangara l-a asasinat pe președintele al Statelor Unite Franklin D. Roosevelt în 1933, ceea ce creează o serie de evoluții care includ Germanii care aruncă o bombă atomică asupra Washington, DC (acum redenumit „District al contaminării”). Reich-ul german se extinde în Europa și Africa, iar Imperiul Japoniei cuprinde Asia, dar cea mai mare parte a serialului este plasată în fosta SUA și în Germania propriu-zisă.

Steagul Statelor Japoneze din Pacific, parte a Imperiului Japoniei

Vestul Americii de Nord, care acum face parte din „Statele Japoneze din Pacific”, este ocupată de Imperiul Japoniei, mai puțin avansat din punct de vedere tehnologic, din perioada Shōwa, care și-a asimilat foștii cetățeni americani în cultura japoneză, deși etnicii japonezi de înaltă clasă sunt extrem de fascinați de cultura americană de dinainte de război. Miniștrii Comerțului și Științei din Japonia lucrează în capitala Statelor Pacificului, San Francisco. Conducătorii japonezi supun discriminării rasiale pe cei care nu sunt japonezi și le acordă mai puține drepturi.

Steagul Americii Naziste, parte a Marelui Reich Nazist

Estul și Vestul Mijlociu al Americii de Nord este o colonie controlată de Marele Reich Nazist (GNR) sub un Führer în vârstă. Colonia, condusă de un „Reichsmarschall din America de Nord”, este denumită în mod obișnuit „America nazistă” sau „Reichul american”, iar capitala sa este New York City. Naziștii continuă să vâneze minorități și să eutanasieze pe cei bolnavi fizic și psihic. Tehnologia superioară a germanilor este evidențiată prin utilizarea telefoanelor video și a „rachetelor” tip Concorde pentru călătoriile intercontinentale.

SUA așa cum este prezentată în serialul de televiziune. Deși Denver este capitala Zonei Neutre, Canon City este un cadru important.

O zonă, care cuprinde Munții Stâncoși, servește drept zonă neutră între statele japoneze din Pacific și America nazistă din cauza tensiunilor asemănătoare Războiului Rece. O altă zonă neutră este prezentă în Urali.
Filmele culese de „Omul din Catelul Înalt” arată vederi ale numeroaselor alte Pământuri, inclusiv unele în care Aliații au fost victorioși, unele cu lideri aliați executați (cum ar fi Winston Churchill și Joseph Stalin) și unele în care rezistența americană se descurcă bine.

## Distribuție

### Principal
- Alexa Davalos ca Juliana Crain, o tânără din San Francisco care este în exterior fericită să trăiască sub control japonez. Este expertă în aikido și este prietenoasă cu japonezii care locuiesc în San Francisco. Pe măsură ce Juliana află de Omul din Catelul Înalt și filmele sale, ea începe să se răzvrătească.
- Rupert Evans ca Frank Frink (sezoanele 1–3), iubitul Julianei la începutul serialului. Lucrează într-o fabrică creând replici ale pistoalelor americane de dinainte de război și creează bijuterii și schițe originale în timpul său. Bunicul lui Frank era evreu, făcându-l o țintă a discriminării. Când Juliana dispare imediat după ce poliția o ucide pe sora ei, Frank este luat în custodie. Curând după aceea, se întoarce împotriva statului și lucrează cu Rezistența Americană.
- Luke Kleintank în rolul lui Joe Blake (sezoanele 1–3), un nou recrut al Rezistenței americane subterane care este de fapt un agent care lucrează pentru SS, sub Obergruppenführer John Smith. El transportă o rolă de film din filmul interzis The Grasshopper Lies Heavy în statele neutre ale Munților Stâncoși, ca parte a misiunii sale de a se infiltra în Rezistență. O întâlnește pe Juliana și se îndrăgostește rapid de ea, ceea ce îl face să-și pună la îndoială loialitatea față de Reich.
- DJ Qualls ca Ed McCarthy (sezoanele 1–3), colegul și prietenul lui Frank. El urmărește îndeaproape politica și îi pasă foarte mult de bunăstarea Julianei și a lui Frank. În sezonul trei se dezvăluie că Ed este gay.[3]
- Joel de la Fuente în rolul inspectorului șef Takeshi Kido, șeful nemilos al Kempeitai staționat în San Francisco.
- Cary-Hiroyuki Tagawa ca Nobusuke Tagomi (sezoanele 1–3), ministrul comerțului al Statelor Pacificului din America. Adevăratele sale loialități sunt ambigue pe parcursul primului sezon.
- Rufus Sewell ca John Smith, un SS Obergruppenführer, promovat ulterior la Oberst-Gruppenführer, iar apoi la Reichsmarschall a coloniei Americii de Nord (aproape de sfârșitul seriei devenind Reichsführer al unui nou Reich nord-american autonom) care investighează Rezistența din New York. Este un american care a servit în armata SUA. El duce inițial o viață suburbană confortabilă cu o soție și trei copii, dar ulterior își mută familia în Manhattan.
- Brennan Brown ca Robert Childan (sezoanele 2–4; sezonul recurent 1), un proprietar de magazin de antichități care face înțelegeri secrete cu Frank.
- Callum Keith Rennie în rolul lui Gary Connell (sezonul 2), lider al mișcării de rezistență de pe Coasta de Vest.[4]
- Bella Heathcote în rolul lui Nicole Dörmer (sezoanele 2–3), o tânără regizoare de film născută în Berlin, care se încrucișează cu Joe și se mută în SUA în sezonul trei.[5]
- Chelah Horsdal ca Helen Smith (sezonul 3–4; sezoanele recurente 1–2), soția lui John
- Michael Gaston în rolul lui Mark Sampson (sezonul 3; sezonul recurent 1; sezonul 2), un prieten evreu al lui Frank care locuiește în San Francisco, care mai târziu se mută în Zona Neutră.
- Jason O'Mara ca Wyatt Price, cunoscut și sub numele de Liam (sezonul 3-4), un irlandez care este un furnizor de informații pe piața neagră pentru Juliana.
- Frances Turner ca Bell Mallory (sezonul 4), liderul Rebeliunii Comuniste Negre (BCR) din San Francisco.

### Recurente
- Aaron Blakely ca Erich Raeder (sezoanele 1–3), un SS-Sturmbannführer lucrând cu Smith.
- Carsten Norgaard ca Rudolph Wegener (sezoanele 1–3), un oficial nazist deziluzionat de rang înalt care împărtășează secrete cu Tagomi.
- Rick Worthy în rolul lui Lemuel „Lem” Washington, proprietarul Sunrise Diner din Canon City și membru al Rezistenței.
- Camille Sullivan în rolul lui Karen Vecchione (sezoanele 1–2), un lider al Rezistenței din Statele Pacific, ucisă mai târziu într-un schimb de focuri al Kempeitai.
- Lee Shorten în rolul sergentului Hiroyuki Yoshida (sezoanele 1–2), mâna dreaptă a inspectorului Kido, ucis în atacul cu bombă asupra sediului Kempeitai.
- Arnold Chun în rolul lui Kotomichi, aghiotantul lui Tagomi, care a venit din lumea paralelă după ce orașul său natal, Nagasaki, a fost distrus de o bombă atomică americană.
- Bernhard Forcher ca Hugo Reiss (sezonul 1), ambasadorul Germaniei în statele japoneze din Pacific.
- Christine Chatelain ca Laura Crothers (sezonul 1), sora lui Frank, care este executată ca amenințare de a forța o mărturisire din partea lui Frank.
- Hank Harris în rolul lui Randall Becker (sezonul 1), un membru al filialei Statelor Pacificului a Rezistenței.
- Allan Havey ca Omul Origami (sezonul 1), un agent Sicherheitsdienst (SD) trimis la Canon City pentru a elimina membrii Rezistenței.
- Burn Gorman în rolul Mareșalului (sezonul 1), un vânător de recompense care caută evadați din lagărele de concentrare.
- Shaun Ross în rolul lui Shoe Shine Boy (sezonul 1), un tânăr albinos care trăiește în Canon City.
- Rob LaBelle în rolul lui Carl (sezonul 1), un funcționar de librărie din Canon City, care se dezvăluie a fi un evadat din lagărul de concentrare, David P. Frees, ucis de mareșal.
- Geoffrey Blake ca Jason Meyer (sezonul 1), un membru evreu al Rezistenței.
- Daisuke Tsuji ca Prințul Moștenitor al Japoniei (sezonul 1)
- Mayumi Yoshida ca prințesa moștenitoare a Japoniei (sezoanele 1, 4)
- Amy Okuda ca Christine Tanaka (sezonul 1), o angajată de birou care lucrează în clădirea Nippon.
- Neal Bledsoe în rolul căpitanului Connolly (sezonul 1), un ofițer SS american care servește sub conducerea lui John Smith, s-a dezvăluit mai târziu că este un spion care lucrează pentru Reinhard Heydrich.
- Hiro Kanagawa ca Taishi Okamura (sezoanele 1–2), liderul unui Yakuza cu sediul în statele Pacificului.
- Louis Ozawa Changchien în rolul lui Paul Kasoura (sezoanele 1–2), un avocat bogat care colecționează suveniruri americane de dinainte de război.
- Tao Okamoto ca Betty Kasoura (sezonul 1), soția lui Paul.
- Stephen Root în rolul lui Hawthorne Abendsen / The Man in the High Castle (sezoanele 2–4), șeful rezistenței antifasciste americane, creând filme plasate în alte lumi.
- Sebastian Roché ca Reichsminister Martin Heusmann (sezoanele 2-3), tatăl înstrăinat al lui Joe și un membru de rang înalt în guvernul nazist. [6]
- Cara Mitsuko în rolul Sarah (sezonul 2), un membru al Rezistenței japoneze americane, confidenta lui Frank și o supraviețuitoare a lagărului de concentrare Manzanar.
- Tate Donovan în rolul lui George Dixon (sezonul 2), tatăl biologic al lui Trudy și un membru al rezistenței din New York City. El este ucis de Juliana.
- Michael Hogan ca Hagan (sezoanele 2-3), un fost preot și lider în Rezistența din San Francisco.
- Tzi Ma în rolul generalului Hidehisa Onoda (sezonul 2), un membru de frunte al armatei japoneze.
- Giles Panton în rolul lui Billy Turner (sezonul 3–4), un director de publicitate american al Reichului nazist care lucrează cu Nicole Dörmer pentru a „șterge” amintirile fostei SUA din mintea cetățenilor din America Reich-ului nazist.
- Ann Magnuson ca Caroline Abendsen (sezonul 3–4), soția lui Hawthorne Abendsen.
- Laura Mennell în rolul lui Thelma Harris (sezonul 3), o reporteră de coloană de bârfe lesbiene închise din New York.
- Janet Kidder ca Lila Jacobs (sezonul 3), una dintre numeroșii evrei protejați într-o comună catolică din Zona Neutră.
- Jeffrey Nordling în rolul Dr. Daniel Ryan (sezonul 3), un terapeut jungian angajat să trateze durerea lui Helen Smith după moartea fiului ei Thomas.
- Akie Kotabe în rolul sergentului Nakamura (sezonul 3), un japonez-american de etnie mixtă care lucrează sub Kido ca înlocuitor al lui Yoshida.
- Tamlyn Tomita ca Tamiko Watanabe (sezonul 3–4), un pictor din Okinawa - Hawaii care se împrietenește cu Tagomi.
- Eijiro Ozaki ca amiralul Inokuchi (sezonul 3–4), șeful flotei marinei imperiale japoneze staționat în golful San Francisco .
- James Neate în rolul lui Jack (sezonul 3), un bărbat cu care Ed se implică romantic în Zona Neutră.
- Sen Mitsuji ca Toru Kido (sezonul 4), fiul inspectorului Kido care suferă de PTSD.
- Chika Kanamoto ca Yukiko (sezonul 4), asistenta lui Childan și mai târziu soția.
- Clé Bennett în rolul lui Elijah (sezonul 4), iubitul lui Bell Mallory și unul dintre membrii BCR.
- David Harewood în rolul lui Equiano Hampton (sezonul 4), liderul BCR.
- Rachel Nichols ca Martha (sezonul 4), „soția-însoțitoare” a lui Helen Smith, desemnată de Reich să o supravegheze.
- Michael Hagiwara ca Okami (sezonul 4), un șef Yakuza care operează în JPS.
- Bruce Locke în rolul generalului Yamori (sezonul 4), un general japonez dur în favoarea continuării ocupației JPS.
- Eric Lange în rolul generalului Whitcroft (sezonul 4), comandantul secund al lui John Smith.
- Marc Rissmann ca Wilhelm Goertzmann (sezonul 4), un Obergruppenführer din Berlin
- Rich Ting ca căpitanul Iijima (sezonul 4)

#### Familia lui John Smith
- Quinn Lord în rolul lui Thomas Smith, fiul lui John și Helen și copilul cel mai mare. Membru al Tineretului Hitler, se dezvăluie mai târziu că a moștenit o formă de distrofie musculară (distrofie musculară facioscapulohumeral) din partea tatălui său. Aflând acest lucru, el se predă Serviciilor Sanitare ale Reich-ului și este eutanasiat. În sezonul patru, Lord îl joacă pe Thomas într-un univers alternativ în care Axa a pierdut cel de-al Doilea Război Mondial.
- Gracyn Shinyei ca Amy Smith, fiica lui John și Helen.
- Genea Charpentier ca Jennifer Smith, fiica lui John și Helen.

#### Familia Julianei Crain
- Daniel Roebuck în rolul lui Arnold Walker (sezoanele 1–2), tatăl vitreg al Julianei și tatăl lui Trudy.
- Macall Gordon în rolul Anne Crain Walker (sezoanele 1–2), mama Julianei care este încă încântată de pierderea soțului ei în al Doilea Război Mondial.
- Conor Leslie ca Trudy Walker (sezoanele 1–3), sora vitregă a Julianei, care este împușcată de Kempeitai. Cu toate acestea, ea este arătată în viață la sfârșitul celui de-al doilea sezon, dezvăluit în al treilea sezon ca fiind dintr-o cronologie alternativă în care Juliana a murit.

#### Familia lui Nobusuke Tagomi
- Yukari Komatsu ca Michiko Tagomi (sezonul 2), soția lui Nobusuke.
- Eddie Shin ca Noriaki Tagomi (sezonul 2), fiul lui Nobusuke și Michiko.

- Wolf Muser ca Adolf Hitler (sezoanele 1–2), liderul Marelui Reich Nazist.
- Ray Proscia ca SS-Oberst-Gruppenführer Reinhard Heydrich (sezoanele 1–2).
- Keone Young în rolul mareșalului Shunroku Hata (sezonul 1).
- Kenneth Tigar ca SS-Reichsführer , mai târziu Führer, Heinrich Himmler (sezoanele 2–4).
- Lisa Paxton ca Eva Braun (sezonul 2), soția lui Hitler, alături de el pe patul de moarte.
- David Furr în rolul lui George Lincoln Rockwell (sezonul 3), Reichsmarschall din America controlată de germani, complotând împotriva lui John Smith.
- William Forsythe în rolul lui J. Edgar Hoover (sezoanele 3–4), director al Biroului de Investigații al Reichului American (omologul nazist al FBI-ului din viața reală), complotând cu Rockwell.
- John Hans Tester în rolul Dr. Josef Mengele (sezoanele 3–4), șeful studiilor despre călătoriile trans-universale, realizând o mașinărie de călătorie enormă.
- Gwynyth Walsh ca Margarete Himmler (sezonul 4), soția lui Himmler și șeful Crucii Roșii a Reich-ului.
- Timothy V. Murphy ca SS-Oberst-Gruppenführer Adolf Eichmann (sezonul 4)
- Hiromoto Ida ca Hirohito (sezonul 4)

## Producție
În 2010, a fost anunțat că BBC va coproduce o adaptare TV în patru părți a lui The Man in the High Castle pentru BBC One, împreună cu Headline Pictures, FremantleMedia Enterprises și Scott Free Films. Regizorul Ridley Scott urma să acționeze ca producător executiv al adaptării lui Howard Brenton. Pe 11 februarie 2013, Variety a raportat că Syfy producea cartea ca o miniserie în patru părți, cu Frank Spotnitz și Scott ca producători executivi, coprodusă cu Scott Free Productions, Headline Pictures și Electric Shepherd Prods.
Pe 1 octombrie 2014, Amazon Studios a început să filmeze episodul pilot pentru o potențială dramă de televiziune care va fi difuzată pe serviciul lor de streaming video Prime. Adaptat de Spotnitz, proiectul a fost produs pentru Amazon de Scott, David Zucker și Jordan Sheehan pentru Scott Free, Stewart Mackinnon și Christian Baute pentru Headline Pictures, Isa Hackett și Kalen Egan pentru Electric Shepherd și Spotnitz's Big Light Productions. Pilotul a fost lansat de Amazon Studios pe 15 ianuarie 2015. Procesul de producție al Amazon Studios este oarecum diferit de cel al altor canale de televiziune convenționale prin faptul că produc episoade pilot ale unui număr de programe potențiale diferite, apoi le lansează și colectează date despre succesul lor. Cele mai promițătoare emisiuni sunt apoi preluate ca seriale obișnuite. Pe 18 februarie 2015, Amazon a anunțat că The Man in the High Castle a primit undă verde împreună cu alte patru serii și va fi produs un sezon complet. 
Pilotul, care a avut premiera în ianuarie 2015, a fost „cel mai vizionat” pe Amazon de când a început programul de dezvoltare a seriei originale. Luna următoare, Amazon a comandat un sezon de zece episoade, care a fost lansat în noiembrie pentru recenzii pozitive. Un al doilea sezon din zece episoade a avut premiera în decembrie 2016, iar un al treilea sezon a fost anunțat câteva săptămâni mai târziu. Amazon a anunțat în ianuarie 2017 că va aduce noul producător executiv și showrunner Eric Overmyer pentru cel de-al treilea sezon, pentru a-l înlocui pe Spotnitz, care a plecat de la emisiune în timpul celui de-al doilea sezon. Sezonul trei a fost lansat pe 5 octombrie 2018. În iulie 2018, la San Diego Comic-Con a fost anunțat că seria a fost reînnoită pentru un al patrulea sezon, care a fost confirmat în februarie 2019 a fi ultimul din serie. Daniel Percival și David Scarpa au preluat funcția de showrunner pentru ultimul sezon.

### Filmare
Filmările principale pentru pilot au avut loc în Seattle, orașul înlocuind San Francisco și locații din New York City. Filmările au avut loc și în Roslyn, Washington, orașul înlocuind Canon City și alte locații din Zona Neutră. Site-urile folosite în Seattle includ Seattle Center Monorail, Paramount Theatre, un birou de ziare în zona Pike Place Market, precum și diverse clădiri din Capitol Hill, Districtul Internațional și cartierele Georgetown ale orașului. În Roslyn, producția a folosit fotografii externe ale Roslyn Cafe, împreună cu mai multe afaceri și peisaje locale.
Pentru serial, filmările au avut loc în Vancouver, British Columbia; pe strada West Georgia, în centrul orașului; și de-a lungul promenadei clădirii Coast Capital Savings în aprilie 2015. În mai și iunie 2015, filmările au avut loc și la Universitatea din British Columbia. Capturi exterioare ale Castelului Hohenwerfen din Werfen, Austria, au fost filmate în septembrie 2015 pentru cel de-al zecelea episod al primului sezon. Scena interioară în care Hitler și Rudolph Wegener se întâlnesc a fost filmată la parterul al Turnului Clopotniță.

## Lansare
Pilotul și al doilea episod au fost proiectate la un eveniment special Comic-Con. Sezonul a avut premiera pe 20 noiembrie 2015. Al doilea sezon a fost lansat pe 16 decembrie 2016. Al treilea sezon a fost lansat pe 5 octombrie 2018. Al patrulea sezon a fost lansat pe 15 noiembrie 2019.

## Recepție
Pilotul a fost „cel mai vizionat” pe Amazon de când a început programul original de dezvoltare a seriei. Primul sezon a fost apreciat de critici. Rotten Tomatoes îi oferă un rating de aprobare de 95% pe baza recenziilor a 58 de critici, cu un rating mediu de 7,54 din 10. Consensul critic al site-ului afirmă: „De către producătorul executiv Ridley Scott, The Man in the High Castle nu seamănă cu nimic altceva de la televizor, cu intriga imediat captivantă condusă de personaje dezvoltate rapid într-o distopie pe deplin realizată după cel de-al Doilea Război Mondial”. Metacritic acordă primului sezon un scor de 77 din 100, pe baza recenziilor a 30 de critici, indicând „recenzii favorabile în general”. Meredith Woerner de la io9 a scris: „Pot spune sincer că mi-a plăcut acest pilot. Este o întreprindere impresionantă, simplificată a unui roman destul de complicat și foarte iubit.” Matt Fowler de la IGN i-a dat 9,2 din 10 și a descris seria ca fiind „o experiență superbă, înspăimântătoare, plină de întorsături neașteptate și (câteva întorsături SF)”. Brian Moylan de la The Guardian a fost pozitiv și a lăudat reprezentarea convingătoare, precum și intriga complexă și captivantă. Los Angeles Times a descris pilotul drept „provocator” și „adaptat inteligent de Frank Spotnitz, din The X-Files”. Daily Telegraph a spus că a fost „absorbant”, iar Wired a numit-o „vizionare obligatorie”. Entertainment Weekly a spus că a fost „captivant” și „un triumf în construirea lumii”, aplaudând, „Omul din Castelul Înalt este rege”. După sezon, Rolling Stone l-a inclus pe o listă cu cele mai bune 40 de emisiuni de televiziune science-fiction din toate timpurile. Ulterior, Amazon a anunțat că este seria originală cu cea mai mare difuzare a serviciului și a fost reînnoită pentru un al doilea sezon.
Al doilea sezon a primit recenzii mixte. Rotten Tomatoes îi oferă un rating de aprobare de 64%, pe baza recenziilor a 25 de critici, cu un rating mediu de 7,0 din 10. Consensul critic al site-ului afirmă: „Deși intriga sa este, desigur, greoaie, cel de ' doilea sezon al lui The Man in the High Castle își extinde premisa fascinantă în direcții noi puternice, susținute de imagini uimitoare, performanțe puternice și noi posibilități interesante”. Metacritic acordă sezonului 2 un scor de 62 din 100, pe baza recenziilor a zece critici.
Al treilea sezon a fost primit cu recenzii pozitive. Rotten Tomatoes îi oferă un rating de aprobare de 86%, pe baza recenziilor a 21 de critici, cu un rating mediu de 7,45 din 10. Consensul critic al site-ului afirmă: „Adăugarea vicleană de elemente SF minore și un William Forsythe grozav la narațiunea deja captivantă a serialului fac din cel de ' treilea sezon al lui The Man in the High Castle o altă exfață demnă”. Metacritic acordă sezonului 3 un scor de 70 din 100, pe baza recenziilor a cinci critici, indicând „recenzii favorabile în general”.
Al patrulea sezon a primit recenzii pozitive. Rotten Tomatoes îi oferă un rating de aprobare de 92%, pe baza recenziilor a 12 critici, cu un rating mediu de 7,22 din 10. Consensul critic al site-ului afirmă: „ The Man in the High Castle găsește ceva aproape de închidere, încheind fire majore pentru a completa totul într-un mod suficient de dramatic”.

## Controversa publicitară
Ca parte a unei campanii de publicitate pentru lansarea sezonului 1, o întreagă mașină de metrou din New York City a fost acoperită cu imagini naziste și imperiale japoneze, așa cum se vede în spectacol, inclusiv mai multe steaguri americane cu simbolul Vulturului Imperial în locul celor 50 de stele, și mai multe steaguri ale statelor fictive din Pacific. Ca răspuns la criticile din partea „legislatorilor de stat și liderilor orașului”, Autoritatea Metropolitană de Transport (MTA) a emis o declarație în care spune că nu există motive pentru a respinge reclamele, deoarece standardele de reclame neutre pentru metrou interzic doar publicitatea care este o reclamă politică sau disprețuiește un individ sau un grup. Purtătorul de cuvânt al MTA, Kevin Ortiz, a declarat: „MTA este o agenție guvernamentală și nu poate accepta sau respinge anunțuri în funcție de ceea ce simțim despre ele; trebuie să respectăm standardele aprobate de consiliul nostru de administrație. Vă rugăm să rețineți că sunt reclame comerciale.” Purtătorul de cuvânt Adam Lisberg a spus: „Această reclamă, fie că ți se pare dezagreabilă sau nu, evident că nu fac reclamă nazismului; fac reclamă la o emisiune TV”.
După plângerile guvernatorului statului New York, Andrew Cuomo, și ale primarului orașului New York, Bill de Blasio, rapoartele inițiale au indicat că Amazon a retras reclama din metrou. Ulterior, a fost anunțat că MTA, nu Amazon, a retras anunțul din cauza presiunii din partea lui Cuomo.